# India en los Juegos Olímpicos de Calgary 1988
India estuvo representada en los Juegos Olímpicos de Calgary 1988 por tres deportistas, dos hombres y una mujer, que compitieron en esquí alpino.
El portador de la bandera en la ceremonia de apertura fue el esquiador alpino Kishor Rahtna Rai. El equipo olímpico indio no obtuvo ninguna medalla en estos Juegos.